# Kotvrdovice
Kotvrdovice es una localidad del distrito de Blansko en la región de Moravia Meridional, República Checa, con una población estimada de 917 habitantes en el 2024. 
Se encuentra ubicada al norte de la región, a poca distancia al norte de Brno, y cerca de la orilla del río Svratka —un afluente del río Dyje que, a su vez, lo es del Danubio—  y de la frontera con las regiones de Pardubice y Olomouc.